# 高野哲夫
高野 哲夫（たかの てつお、1934年10月1日 - 1985年3月23日）は、日本の薬学者、薬害問題の運動家。

## 経歴
山形県生まれ。大連、東京で育つ。東京都立小石川高等学校卒、1959年京都大学医学部薬学科卒、64年同大学院薬学研究科博士課程満期退学。1981年「戦後薬害問題の研究」で北海道大学薬学博士。関西医科大学助手、立命館大学、京都府立医科大学講師を務めた。スモン、サリドマイドなど薬害問題にとりくむが、子供の頃のカリエスが33歳で再発し、病と戦いつつ50歳で死去した。反戦平和運動にも挺身。妻は高野恵美子（1938年京都府生まれ、旧姓森本。1962年神戸薬科大学卒業。会社勤務を経て1964年国立京都病院検査技師。1988年京大医学博士。2005年日本臨床化学会有功会員、著書に『サリドマイド児たちの若栗スノーキャンプ』近代文芸社 2011）がある）。 恵美子も哲夫の志を継承した。

## 著書
- 『くすりと私たち 現代日本の薬害問題』汐文社 国土問題シリーズ 1972
- 『環境の科学』文理閣 1977
- 『スモン被害 薬害根絶のために』三一書房 1979
- 『日本の薬害』大月書店 1979
- 『生命の科学』文理閣 1980
- 『障害原論 障害者はつくられる』ミネルヴァ書房 1981
- 『戦後薬害問題の研究』文理閣 1981
- 『だれのための薬か 社会薬学序説』海鳴社 1985
- 『翼折れ爪はがれても ある車いす薬学者の半生』青木書店 1987

### 共編著
- 『裁かれる製薬企業 第2・第3のスモンを許すな』坂本久直共編著 汐文社 1975
- 『戦争と障害者 ベトナムからの証言』藤本文朗共編 青木書店 障害者問題双書 1981

## 論文
- Cinii

## 注
1. ↑  『「現代物故者事典」総索引 : 昭和元年～平成23年 2 (学術・文芸・芸術篇)』日外アソシエーツ株式会社、2012年、625頁。
2. ↑  『翼折れ爪はがれても』
3. ↑  『サリドマイド児たちの若栗スノーキャンプ』著者紹介